# Hendrik Bolkestein

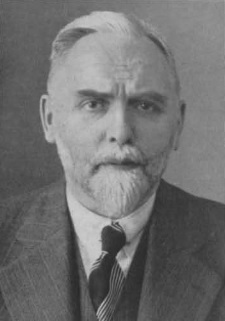
Hendrik Bolkestein

Hendrik Bolkestein (* 18. Dezember 1877 in Amsterdam; † 24. Juli 1942 in Utrecht) war ein niederländischer Althistoriker. 

## Leben
Hendrik wurde als Sohn des Milchmanns Klaas Bolkestein (* 12. Februar 1840 in Huizen; † 18. Januar 1918 in Amsterdam) und dessen Frau Fijtje Haring (* 29. November 1836 in Diemen; † 16. Dezember 1902 in Amsterdam) geboren. Bolkestein durchlief die Grundschule und das Gymnasium in Amsterdam. Nach dem Erwerb seines Hochschulreifezeugnisses begann Bolkestein 1896 an der örtlichen Universität ein Studium der Klassischen Philologie und der Alten Geschichte. Am 27. März 1906 promovierte er unter Isaac Marinus Josue Valeton (* 30. März 1850 in Groningen; † 31. März 1911 in Amsterdam) mit der Arbeit De colonatu romano eiusque orgine zum Doktor der Philosophie. Anschließend zog er an die Berliner Universität, dem damaligen Zentrum der Klassischen Altertumswissenschaften, wo er insbesondere bei Eduard Meyer und Ulrich von Wilamowitz-Moellendorff hörte. Zurück in den Niederlanden wurde Bolkestein 1907 zunächst Geschichtslehrer am Gymnasium in Den Haag. 1911 wurde er Privatdozent an der Amsterdamer Universität, 1915 wechselte er an die Universität Utrecht, wo er ordentlicher Professor für Alte Geschichte wurde. Zwischen 1917 und seinem Tod betreute er zahlreiche Promotionen. Höhepunkt der akademischen Laufbahn wurde das im Akademiejahr 1934/35 ausgeübte Rektorenamt an der Universität. Zudem war er ab 1929 Mitglied der  königlich niederländischen Akademie der Wissenschaften.

## Wirken

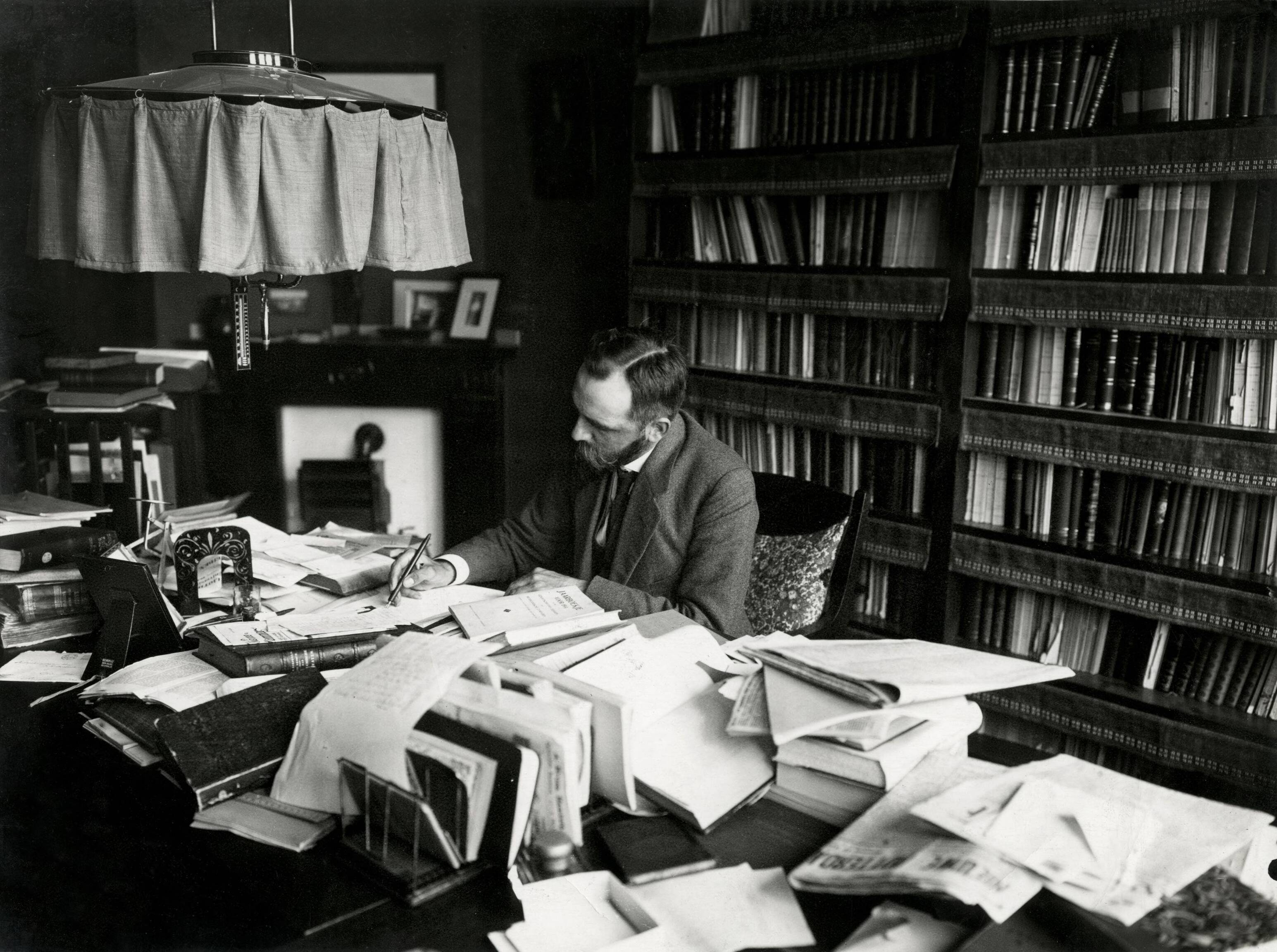
Bolkestein als Professor in Utrecht (1915)

Bolkestein beschäftigte sich vorrangig mit mentalitätsgeschichtlichen und sozialökonomischen Themen der antiken Welt. In einer Monografie beschäftigte er sich mit dem Wirtschaftsleben während der Blüte des Polissystems und untersuchte die Wohltätigkeit und Armenpflege in der Antike. Da er die Betrachtungen zur Wohltätigkeit und Armenpflege auch aus einem moralischen Blickwinkel untersuchte, eröffnete Bolkestein mit seiner Arbeit der Alten Geschichte einen neuen Blickwinkel. Bolkestein erkannte die Unterschiede in der Armenpflege bei den Völkern Vorderasiens und des alten Israels, bei denen der Arme im Zentrum der Aufmerksamkeit stand, hingegen bei der Armenpflege in der griechisch-römischen Welt das Prestige und der Sozialstatus von entscheidender Bedeutung war. Obwohl vereinzelt Korrekturen an Bolkesteins Modell vorgenommen werden mussten, wirkt seine Theorie bis heute. Sie hatte auch Einfluss auf die Ausformung christlich-karitativer Maßnahmen und auf die moderne Sozialhilfe und Sozialpolitik. Seine Arbeiten gelten als einer der wichtigsten Beiträge der niederländischen Altertumswissenschaften für das gesamte Fachgebiet im 20. Jahrhundert.

## Familie
Bolkestein war zwei Mal verheiratet. Seine erste Ehe schloss er am 4. Oktober 1906 in Amsterdam mit Dina Catharina Elisabeth Pouw (* 29. September 1878 in Amsterdam; † 20. März 1961 in Baarn), die Tochter des Notars Johannes Gerhardus Pouw (* 23. Dezember 1846 in Amsterdam; † 11. September 1909 in Amsterdam) und dessen Frau Johanna Christina Wilhelmina van der Post (* 18. August 1853 in Amsterdam; † 24. April 1933 in Amsterdam). Nach der Scheidung seiner ersten Ehe am 26. Februar 1932 verheiratete sich Bolkestein am 18. März 1932 in Amsterdam erneut mit Jenny Maria Kraft (* 24. Februar 1895 in Utrecht; † 23. November 1977 in Amsterdam), die Tochter des Militärarztes Jean (Johan) Ernst Ludwig Kraft (* 22. August 1855 in Den Haag; † 7. November 1926 Utrecht) und dessen Frau Petronella Johanna Alida Bernardina Mol (* 26. Juni 1864 in Naarden; † 18. Februar 1944 in Nijmegen). Aus der ersten Ehe stammen zwei Töchter und drei Söhne. Von den Kindern kennt man:
- Johanna Christina Bolkestein (* 6. März 1908 in Den Haag) verh. im August 1938 mit Prof. Frederic Christoffel Driessen (* 10. September 1906 in Arnhem; † 31. Januar in 1963 in Baarn)
- Nicolaas Bolkestein (* 27. Juli 1910 in Den Haag; † 3. Dezember 1993 in Deventer), Bürgermeister von Middelburg und Deventer, verh. am 19. Oktober 1946 in Groningen mit Emma Pull (* 11. Juli 1918 in Groningen; † 26. November 2012 in Deventer)
- Dina Catharina Elisabeth Bolkestein (* 2. Januar 1913 in Den Haag) verh. 1947 mit Marinus Johan Meijer (* 28. September 1912; † 18. Februar 1991 Doorwerth)
- Hendrik Bolkestein (* 5. Dezember 1915 in Utrecht; † 8. Juni 1917 in Utrecht)
- Johan Gerard Bolkestein (* 21. Mai 1919 in Utrecht) verh. am 10. März 1943 in Delft mit Petronella Anthonia (Nel) Unger (* 9. Mai 1921 in Delft; † 2007)

## Werke (Auswahl)
- De colonatu Romano ejusque origine. van Looy, Amsterdam 1906 (Zugleich: Amsterdam, Universität, Dissertation, 1906; Digitalisat).
- Overlevering en overblijfselen. Amsterdam, 1911
- Het dubbel karakter der oude geschiedenis. Oosthoek, Utrecht, 1915
- De klassieke oudheid in het gymnasiaal onderwijs rapport. Sijthoff, Leiden, 1916
- Het economisch leven in Griekenlands bloeitijd. Bohn, Haarlem, 1923
- Theophrastos’ Charakter der Deisidaimonia als religionsgeschichtliche Urkunde. Töpelmann, Giessen, 1929
- Een geval van sociaal-ethisch syncretisme. Amsterdam, 1931
- Telos ho gámos. Amsterdam, 1933
- Sociale politiek en sociale opstandigheid in de oudheid. Amsterdam, 1934
- De ondergang der antieke beschaving. Utrecht, 1935
- Xenōn  gastverblijf, pelgrimsherberg, armhuis. Amsterdam, 1937
- De armen in de moraal, de politiek en de religie van de vóór-christelijke oudheid (= Koninklijke Nederlandse Akademie van Wetenschappen. Afdeeling Letterkunde. Mededelingen. NR 2, 2, ISSN 0168-6968). Noord-Hollandsche Uitgevers Maatschappij, Amsterdam 1939. ** In deutscher Sprache: Wohltätigkeit und Armenpflege im vorchristlichen Altertum. Ein Beitrag zum Problem „Moral und Gesellschaft“. Oosthoek, Utrecht, 1939; Nachdruck: Bouma, Groningen, 1967 & Arno Press, New York, 1979
- Het ik-gij schema in de nieuwere philosophie en theologie. Wageningen, 1941
- De houding van den Romeinschen staat tegenover nieuwe en uitheemsche godsdiensten in den tijd der republiek. Amsterdam, 1941
- Adversaria critica et exegetica ad Plutarchi Quaestionum convivalium librum primum et secundum. Amsterdam, 1946
- Vier hoofdstukken over de godsdienst in het leven der Grieken gedurende hun bloeitijd. Tjeenk Willink, Haarlem, 1947
- herausgegeben von Engbert Jan Jonkers: Economic life in Greece’s golden age. Brill, Leiden, 1958